# Rainer Balzer
Rainer Balzer (* 10. Juni 1959 in Heidelberg) ist ein deutscher Politiker (AfD). Er ist für die AfD Landtagsabgeordneter, Beisitzer im Landesvorstand und stellvertretender Fraktionsvorsitzender in Baden-Württemberg.

## Berufliches
Balzer legte am technischen Gymnasium in Bruchsal sein Abitur ab. Anschließend leistete er zwei Jahre Wehrdienst und studierte danach Maschinenbau an der Universität Karlsruhe und der Universität Stuttgart. Zum Dr.-Ing. wurde er 2002 an der Universität Stuttgart promoviert. Von 1992 bis 2016 war er als Lehrer tätig.

## Politik
Balzer war Mitglied der Jungen Union im Landesvorstand unter Günther Oettinger und bis 2013 Mitglied der CDU.
Seit dem Jahr 2013 ist er Mitglied der AfD und seit 2015 Sprecher des Kreisverbandes Karlsruhe-Land. Bei der Landtagswahl am 13. März 2016 errang er im Landtagswahlkreis Bruchsal (29 Bruchsal) mit 19,7 % Prozent der Stimmen das Zweitmandat für die AfD.
In der 16. Legislaturperiode gehört Balzer den Ausschüssen für Kultus, Jugend und Sport und Wissenschaft, Forschung und Kunst an und ist Mitglied im „Oberrheinrat“ (Delegation Baden-Württemberg).
Im Sommer 2016 trat er aus der AfD-Landtagsfraktion aus und in die neu gegründete Fraktion Alternative für Baden-Württemberg ein.
Bei der Landtagswahl 2021 konnte er erneut über ein Zweitmandat in den Landtag einziehen.
Balzer äußerte sich immer wieder mit rechtspopulistischen Einlassungen zur Antisemitismus-Debatte, Asylpolitik („Merkels Asyl-Industrie“) oder Mutmaßungen zur Motivation von Flüchtlingshelfern in Pressemitteilungen oder auf seiner Facebook-Seite. Die FDP in Balzers Wahlkreis Bruchsal forderte deshalb 2016 vom Kultusministerium Baden-Württemberg, Konsequenzen hinsichtlich des Beamtenstatus Balzers zu prüfen. 2019 war er Initiator des Internetportals Faire Schule, welches zur Denunziation von Lehrern einlud. Das Bundesamt für Verfassungsschutz erwähnte Balzer 2021 in einem Gutachten in Zusammenhang mit einer von ihm im Februar 2020 veröffentlichten Fotomontage, auf der Angela Merkel mit Adolf Hitler verglichen würde.

## Privates
Balzer ist römisch-katholisch, verheiratet und lebt in Bad Schönborn.